# 2002年冬季残疾人奥林匹克运动会爱沙尼亚代表团
2002年冬季残疾人奥林匹克运动会爱沙尼亚代表团是爱沙尼亚派出的2002年冬季残疾人奥林匹克运动会代表团。未获得奖牌。